# Opel Tigra
Pour le coupé-cabriolet sorti en 2004, voir Opel Tigra TwinTop.
 (septembre 2023).
Si vous disposez d'ouvrages ou d'articles de référence ou si vous connaissez des sites web de qualité traitant du thème abordé ici, merci de compléter l'article en donnant les références utiles à sa vérifiabilité et en les liant à la section « Notes et références ».
L'Opel Tigra est un coupé très compact conçu et assemblé par le constructeur allemand Opel partageant une base commune à la Corsa B. Ce modèle original a été produit de 1994 à 2001, puis le nom a été repris pour un coupé cabriolet en 2004. La première génération  de la Tigra a été vendue sous la marque Vauxhall au Royaume-Uni, par Holden en Australie et par Chevrolet dans certains marchés d'Amérique latine. Elle était fabriquée à Eisenach en Allemagne.

## Tigra (1994-2001)

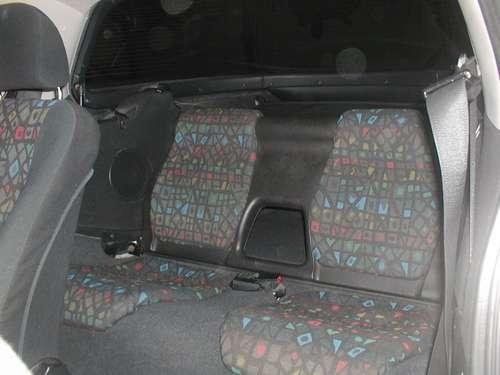
Le volume habitable

L'Opel Tigra est basée sur le concept car du même nom et empruntant la plate-forme de l'Opel Corsa B. Le véhicule de série a été présenté au salon de l'automobile de Francfort de 1993 (aux côtés d'un modèle "roadster" qui ne connaitra pas de production de série), puis la production a débuté en début d'année 1994.
Pourtant, bien que les Corsa et Tigra se partagent la même plate-forme et des organes communs, la Tigra n'a que 4 places en disposition 2+2. Cette contrainte imposée par le faible volume d'habitacle est due au style coupé.
La Tigra est disponible en motorisation essence, le 1,4 l 16v de 90 ch et le 1,6 l 16v de 106 ch provenant des Corsa GSi et Corsa Sports. Tous deux sont des moteurs à gestion électronique associés à une boîte de vitesses 5 rapports manuels ou disponible en option pour le 1.4 seulement une boîte automatique à 4 rapports. Les roues de 15 pouces sont livrées de série.
En 1996, le prix d'une Tigra équipé du moteur 1.4 l 90 ch était en France de 92 500 francs, équivalant à 21 570 euros de 2023 inflation comprise.
La suspension est en grande partie identique à la Corsa avec quelques travaux de rigidification effectuées par Lotus. Ainsi, bien que son poids soit de 150 kg supérieur à celui de la Corsa GSi, elle atteint le 0 à 100 km/h en 10,5 secondes (1 seconde de plus que la Corsa GSi) et obtient une vitesse maximale de 203 km/h.
Le modèle durant toute sa carrière a été vendu en différents coloris unis, métallisés et "effet minéral" : 
Métallisé : 
- Gris fumé "Rauchgrau"
- Argent "Starsilber"
- Vert saule "Weidengrün"
- Vert classique "Klassikgrün"
- Bleu Caraïbes "Karibikblau"
- Vert kiwi "Kiwigrün"
- Jaune brocart "Brokatgelb"

Effet minéral :
- Bleu mer polaire "Polarmeerblau"
- Bleu céramique "Keramikblau"
- Bleu ardoise "Ardenblau"
- Vert Rio Verde "Rio Verdegrün"
- Vert tilleul "Lindgrün"
- Vert cyprès "Zypressengrün"
- Orange Apache "Apache"

Uni : 
- Rouge magma "Magmarot" (finition brillante)
- Noir "Schwarz I" (1994 - 1999) & "Schwarz II" (1999 - 2000)
- Bleu azur "Arubablau"
- Jaune ananas "Ananasgelb"

Au Brésil, le véhicule est vendu par Chevrolet et n'a été importé que durant la période de 1998 à 1999 en motorisation unique de 1,6 l 16v limité à 99 ch et les roues passent de 15 à 14 pouces pour des raisons économiques dans le pays.
Un projet avorté consistait à vendre l'Opel Tigra sur le marché américain sous la marque Pontiac, projet qui n'a finalement jamais vu le jour.
En 2001, la production de la première génération s'arrête après 256 392 exemplaires fabriqués. Mais 3 ans plus tard, Opel ressuscite la Tigra et la deuxième génération sera en version 2 places. En 2004, c'est la Tigra TwinTop qui prend la relève.

### Motorisation Essence
| Code moteur    | Cyl.      | Puissance             | Couple                 | Alimentation    | Levé de soupapes | Compression |
| -------------- | --------- | --------------------- | ---------------------- | --------------- | ---------------- | ----------- |
| X14XE (Ecotec) | 1 389 cm3 | 90 ch à 6 000 tr/min  | 125 N m à 4 000 tr/min | Inj. Multipoint | DOHC             | 10,5:1      |
| X16XE (Ecotec) | 1 598 cm3 | 106 ch à 5 600 tr/min | 148 N m à 3 500 tr/min | Inj. Multipoint | DOHC             | 10,5:1      |